# Rade Bogdanović
Rade Bogdanović, född 21 maj 1970 i Sarajevo i Jugoslavien (nuvarande Bosnien och Hercegovina), är en serbisk före detta fotbollsspelare.